# AK Pictoris
AK Pictoris (AK Pic / GJ 3400) es un sistema estelar en la constelación de Pictor de magnitud aparente +6,18.
Se encuentra a 69 años luz del sistema solar y es miembro de la joven Asociación estelar de AB Doradus.
La componente principal del sistema, GJ 3400 A, es una enana amarilla de tipo espectral G2V con una temperatura superficial de 5740 - 5768 K.
Brilla con una luminosidad superior en un 45 % a la luminosidad solar.
Su radio es un 30 % más grande que el radio solar y gira sobre sí misma con una velocidad de rotación de 17,6 km/s. Su período de rotación es de 2,60 días, equivalente a 1/10 del que tiene el Sol.
Tiene una masa igual a la masa solar y es una estrella muy joven; una fuente le otorga una edad de 26 millones de años —1/180 parte de la edad de nuestro Sol—, mientras que otra, tomando como referencia su pertenencia a la Asociación estelar AB Doradus, eleva esta cifra hasta los 75 millones de años.
Presenta una metalicidad inferior a la solar en un 40 % pero su abundancia de litio es notablemente superior a la solar (logє[Li] = 3,16).
Se ha detectado exceso en la emisión infrarroja a 24 μm procedente de la estrella, lo que sugiere la presencia de un disco circunestelar de polvo.
La componente secundaria del sistema, GJ 3400 B, está separada visualmente de la primaria 0,30 segundos de arco.
Es una enana naranja de tipo incierto entre K3 y K7 que orbita a 6,4 UA de su compañera.
Además, la estrella primaria puede ser, a su vez, una binaria espectroscópica.
Es brillante en la región de rayos X, estando incluida entre las cien estrellas más brillantes en dicha región del espectro distantes menos de 50 pársecs del sistema solar.
Catalogada como variable de tipo BY Draconis, su brillo fluctúa 0,05 magnitudes en un período igual a su período de rotación.